# Municipalità di Copper Coast
La municipalità di Copper Coast è una Local Government Area che si trova in Australia Meridionale. Essa si estende su una superficie di 773 chilometri quadrati e ha una popolazione di 12.901 abitanti. La sede del consiglio si trova a Kadina.